# Alessandro Grevenbroeck
Alessandro Grevenbroeck est un peintre italien d'origine hollandaise né probablement à Dordrecht vers 1695, et mort peut-être à Venise après 1748.

## Biographie
Les critiques du XVIIIe siècle en savent peu sur le peintre, à l'exception du bref profil qui lui est dédié par Gabburri dans La vie des peintres , où il peut être lu en deux passages distincts: Grevembrock, allemand ; Alessandro Grovembrock, peintre allemand, très doué pour peindre de petites figures. Il mourut à Padoue (vol. I, cc. 044r, 160v).
Né vers la fin du XVIIe siècle, probablement à Milan, Alessandro a eu sa première formation artistique à l'école de Giovanni Grevenbroeck appelée il Solfarolo (Pays - Bas, vers 1650 - Milan, après 1699), unanimement identifié par la critique comme son père. Thieme-Becker (1922), Bodkin (1935) et Fiocco (1959) convergent sur ce dernier point . Selon ce dernier, Alexandre est né, comme le style de ses œuvres semble le révéler vers 1695. Pour De Logu (1963) le lien familial trouverait une confirmation sur la base du choix d'Alessandro d'appeler l'un de ses enfants avec le même nom de baptême que son grand-père, Giovanni: il, identifié au nom de Giovanni Grevembroch (Venise, 1731-1807), est connu comme illustrateur et designer au service du sénateur vénitien Pietro Gradenigo (1695-1776). Roethlisberger Bianco (1970), Saur (2009) et Dassie (2019) sont également d'accord pour reconnaître Alessandro comme le fils de il Solfarolo.
La collaboration artistique entre Alessandro et son père Giovanni a été constatée par la signature des deux sur un tableau représentant Porto di mare au coucher du soleil.
Toute la carrière professionnelle d'Alessandro se déroule en tant que paysagiste et peintre de vues à l'intérieur des frontières de la Sérénissime.
De 1717 à 1720, Alexandre reçut des missions de l'ambassadeur de Russie Beklemišev au nom de Pierre Ier le Grand. Parmi les œuvres historiques les plus importantes créées par l'artiste et envoyées en Russie sont la Bataille de Poltava, qui a été détruite dans l'incendie du pavillon de l'Ermitage à Peterhof (1808) et la Bataille navale de Gangut (musée de Peterhof, palais de Monplaisir, inv. n ° 455). L'intérêt du gouvernement russe pour le peintre se traduit par une invitation officielle d'Alessandro à se rendre en Russie au service de Sa Majesté impériale pour peindre des batailles navales terrestres et des vues des ports; malgré l'initiation de contacts et la rédaction d'un véritable contrat préliminaire avec l'artiste, les données d'archives confirment que le voyage et le séjour relatif n'ont jamais eu lieu.
De nombreux spécimens dédicacés montrent à côté de la date d'exécution, qui est incluse entre 1717 et 1748, également la transcription du lieu d'exécution, à savoir Venise et Padoue. Ces indications permettent d'affirmer qu'Alessandro a eu au cours de sa vie un intérêt considérable pour le circuit de la Sérénissime.
La renommée liée à l'architecte paysagiste est d'ailleurs confirmée par rapport aux données relatives au loyer payé par ce dernier à Venise en 1745 ( Provveditori alle Pompe), ce qui montre qu'Alessandro a un niveau de revenu décent, ce qui conduirait à la présomption d'un usage productif également profitable et donc d'une certaine réceptivité vis-à-vis de ses compositions.

## Œuvres
- Fantasized harborscape with a classic ruin, signed Alessandro Grevenbroeck F. / Anno 1717 in Venezia, Historisches Museum (Bamberg), Bamberg.
- Fantasized harborscape with an island off the coast, Historisches Museum (Bamberg), Bamberg.
- Capriccio mediterraneo al chiaro di luna, olio su tela, 54 x 72 cm, Vienne, Gemaldegalerie der Akademie der bildenden Kunste, n. 224.
- La Bataille de Gangut, signed Alessandro Grevenbroeck F., commandée par Pierre le Grand, tsar de Russie, Palais de Peterhof.
- Sea Harbour, Ales Grevenbrock F. Pin. 1719 in Ven., Palais de Peterhof.
- Battaglia di Chioggia, Venise, Museo Correr.
- Porto di mare, olio su tela, 141 x 189 cm, Padoue, Musei Civici, inv. n. 1765.
- Porto di mare, olio su tela, 143 x 110 cm, Padoue, Musei Civici, inv. n. 1773.
- Capriccio con porto di mare, olio su tela, 149 x 175 cm, Padoue, Musei Civici, n. 1763.